# Red Bull X2010
A Red Bull X2010 (eredetileg Red Bull X1) egy kitalált prototípus jármű, amely a PlayStation 3 játékkonzolra megjelent Gran Turismo 5, Gran Turismo 6 és Gran Turismo Sport című autószimulációs videojátékokban szerepel. A járművet a játék tervezője, Jamaucsi Kazunori által feltett kérdés válaszaként tervezték meg a Red Bull Racing mérnökei, miszerint „Ha megépíted a leggyorsabb szárazföldi versenyautót, egyet ami fittyet hány minden szabályra és előírásra, akkor az az autó, hogy nézne ki, hogyan teljesítene és milyen érzés lenne vezetni?”. A járművet a Formula–1-es Red Bull versenyistálló műszaki vezérigazgatója, Adrian Newey és Jamaucsi tervezte. Zárt kerekekkel és egy, a Chaparral 2J vagy a Brabham BT46B autókhoz hasonló „ventilátorral” van felszerelve, hogy növeljék a leszorítóerőt alacsony és közepes sebesség mellett.

## Áttekintés
Az X2010-et Adrian Newey, a Red Bull Racing vezetőmérnöke és Jamaucsi Kazunori tervezte, s kizárólag a Gran Turismo 5 és Gran Turismo 6 című videojátékokban látható. A képzeletbeli autót a végső versenygépként tervezték a sebességet, mintsem a szabályok követését helyezvén előre. Az X2010 elméletileg a Formula–1-es versenyautóknál mind sebességben, mind irányíthatóságban jobban teljesítene.
Kezdetben az X2010 koncepciója egy alacsony légellenállású, együléses, zárt kerekű prototípusban körvonalazódott, egy úgynevezett „szárnyas autóban” (wing car), melyet egy 1479 féklóerős kényszerített indukciós motor hajtana, amivel a 292,04 mph (469,99 km/h) csúcssebességet és 6G-s maximális oldalirányú g-erőt kívántak elérni. Szélárnyékban azonban az autó akár 310,69 mph (500,01 km/h) sebességre is képes lenne. A gép terveit meglátva Newey javasolta a „ventilátorautó” technológia hozzáadását, ezzel beteljesítve egy régi versenyautóépítői álmát.
A ventilátorautó előnye a normál versenyautókkal szemben az, hogy „kiszívja” a levegőt az autó alól vákuumot teremtve ezzel. Az autó teteje és alja közötti nyomáskülönbség az aszfaltra szorítja azt, ezzel nagyobb leszorítóerőt érve el, melynek köszönhetően sebességtől függetlenül mindig állandó a leszorítóerő mértéke. Ezzel ellentétben a modernkori nyitott kerekű versenyautók a leszorítóerőt elsősorban aerodinamikai elemek segítségével nyerik, így az annál nagyobb minél gyorsabban halad a jármű. A ventilátor nagy kanyarsebességet biztosít a lassabb kanyarokban az X2010 számára.
Az autóba kerülő technológiák kiértékelése után az X2010-et áttervezték Newey tanácsait figyelembe véve. Az alacsony légellenállása, melyet a sima üvegkupola és a gumiabroncskat lefedő borítás segítségével ér el, valamint a ventilátor által biztosított alacsony sebesség melletti és az elülső, hátulsó légterelőidomok és a hátulsó diffúzor által keltett magas sebesség melletti leszorítóerőnek hála az autó akár az 500 km/h csúcssebesség elérésére is képes lenne az 545 kg-os tömegével, több, mint 8G-s oldalirányú g-erő mellett.
A Red Bull Racing világbajnok versenyzője, Sebastian Vettel végezte el a gépjármű virtuális próbaköreit: első nekifutásra több, mint 20 másodpercet javított a Suzuka Circuit pályán a Kimi Räikkönen által felállított Formula–1-es versenyautóval elért pályacsúccsal szemben, ezzel megmutatva az X2010 elméleti potenciálját.
A Gran Turismo 5 japán verziójában X2010 5G néven szerepelt az X2010 speciális változata, mely nagyobb aerodinamikai szárnyakat kapott, viszont kikapcsolták a ventilátorát. Az autót kizárólag egy „szezonális esemény” során lehetett vezetni. A játék „Spec 2.0” frissítése során, az egyik letölthető tartalom képében az autó felújítást kapott. Az X2011 több apróbb aerodinamikai módosítás – karcsúsítottak az üvegkupolán, optimalizáltak az oldalsó panelek és a hátsó kerékborítások íveit, hosszabbítottak az egyenirányító uszonyokon, átalakították a hűtő beömlői nyílásait, valamint a kipufogó kiömlőnyílásán is igazítottak – mellett nagyobb hátsószárnyat kapott és a csúcssebessége is növekedett, elsősorban az átalakított ventilátornak köszönhetően, amelynek hála körülbelül 5%-kal nőtt a motor teljesítménye. Ezek mellett a korábbi modell Bridgestone abroncsait Pirelli gumik váltották.
A Gran Turismo 6-ban az autó X2014 néven újabb felújítást, illetve több almodellt is kapott. A sorozat következő részében, a Gran Turismo Sportban X2019 Competition néven újabb felújítást kapott az autó.
Az AUTOart az X2010-ből és az X2014-ből is jelentetett meg 1:18 méretarányú fémöntvény modellautót.